# Песчанка (Коми)
Песчанка — деревня в муниципальном районе «Печора» Республики Коми. Входит в городское поселение Кожва.

## Географическое положение
Деревня расположена на левом берегу Печоры в 15 километрах к северо-западу от города Печора. Через деревню проходит автодорога Ухта — Усинск.

## Климат
Населённый пункт расположен в умеренно-континентальном климатическом поясе. Для территории характерно короткое и умеренно-холодное лето, зима многоснежная, продолжительная и умеренно-суровая. Климат формируется в условиях малого количества солнечной радиации зимой, под воздействием северных морей и интенсивного западного переноса воздушных масс. Вынос теплого морского воздуха, связанный с прохождением атлантических циклонов, и частые вторжения арктического воздуха с Северного Ледовитого океана придают погоде большую неустойчивость в течение всего года. Средняя температура января −19 °С, июля +16 °С.

## История
Спецпоселок Песчаники (с 1933 — Песчанка) Соколовского сельсовета Печорского района был образован в сентябре 1931 на левом берегу р. Печора. На 1 января 1932 здесь проживало 1358 жителей, на 1 мая 1932—1265 жителей. Спецпереселенцы работали на лесозаготовках и сплавных работах в Ижемском леспромхозе треста «Комилес», а также в животноводческом совхозе и на кустарных промыслах (смолодегтекурка, сапожные и др.). До августа 1941 в Песчанке находилось управление Кожвинского леспромхоза, затем переведено в пос. Каждером. В конце 1944 в Песчанке был организован детский дом, в который из разных поселков района направляли детей, лишившихся родителей. В 1957 детдом был переведен в пос. Красный Яг. После возвращения с фронта в 1945 глав семей многие семьи освобождены от спецпоселения и уезжали. Окончательно режим спецпоселения снят в середине 1950-х. В 1950-е в Песчанку были перевезены семьи крестьян-коми из закрывающихся «бесперспективных» деревень. В списке населенных пунктов 1956 г. — деревня. В 1950-е — 1970-е состав населения полностью сменился, потомков раскулаченных не осталось. К концу 1990-х в деревне осталось несколько десятков жилых домов.

## Население
Постоянное население 80 человек (2002), в том числе коми 46 %, русских 53 %
| 2010 |
| ---- |
| 55   |